# Aegyptobia salixi
Aegyptobia salixi är en spindeldjursart som beskrevs av Zaher och Yousef 1969. Aegyptobia salixi ingår i släktet Aegyptobia och familjen Tenuipalpidae. Inga underarter finns listade i Catalogue of Life.